# 294664 Trakai
294664 Trakai este o planetă minoră (asteroid) din Outer Main Belt⁠(d). A fost descoperită pe 3 ianuarie 2008 la Baldone⁠(d) de Kazimieras Černis⁠(d). 
Obiectul prezintă o orbită caracterizată de o semiaxă mare de 3,2555506474944 UAi, o excentricitate de 0,06, o înclinație de 5,4 ° în raport cu ecliptica.